# Live in Poland
Live in Poland è un album Live degli Emerson, Lake & Palmer, gruppo di rock progressivo britannico. Il concerto è stato registrato in Polonia il 22 giugno 1997 alla Spodek, Katowice.

## Tracce
1. "Karn Evil 9: 1st Impression, Pt. 2" (Emerson, Lake) – 5:26
2. "Touch and Go" (Emerson, Lake) – 3:54
3. "From the Beginning" (Lake) – 4:07
4. "Knife Edge" (Emerson, Fraser, Janáček, Lake) – 5:44
5. "Bitches Crystal" (Emerson, Lake) – 4:04
6. "Take a Pebble" (Lake) – 6:36
7. "Lucky Man" (Lake) – 4:21
8. "Medley" – 16:59
  - "Tarkus"/"Pictures at an Exhibition"
9. "Medley" – 17:54
  - "Fanfare for the Common Man/Blue Rondo a la Turk" (Brubeck, Copland)

## Formazione
- Keith Emerson - tastiere
- Greg Lake - basso, chitarra, voce
- Carl Palmer - batteria